# مسجد مانتنجان
مسجد مانتنجان هو واحد من أقدم المساجد في إندونيسيا، يقع المسجد في بلدة جيبارا وسط جاوة في إندونيسيا، يُقدر أنه قد تأسس عام 1559م بناءً على نقش وجد في المحراب. يعتقد أن المسجد قد تم بناؤه من قبل سنن هادليرين سلطان مملكة كلينيامت.